# Mahmud Taleghani

Mahmud Taleghani (ur. 1910, 1911 lub 1919 w dolinie Taleghan, zm. 9 września 1979 w Teheranie) – irański polityk i duchowny, ajatollah. Jeden z trzech najważniejszych ideologów okresu rewolucji islamskiej w Iranie, obok ajatollahów Ruhollaha Chomejniego i Mohammada Kazema Szari’atmadariego.

## Życiorys
Uczył się w seminarium duchownym w Ghom, następnie w 1939 został wykładowcą w seminarium Sepahsalar w Teheranie. W tym samym roku brał udział w protestach przeciwko polityce religijnej szacha Rezy Pahlawiego i został za to aresztowany. Popierał reformy wprowadzane przez Mohammada Mosaddegha, pozostał jego zwolennikiem także po tym, gdy Mosaddegh zerwał współpracę z ajatollahem Abdolghasemem Kaszanim. Po zamachu stanu w 1953 trafił po raz kolejny do więzienia za udzielanie schronienia przywódcy Wyznawców Islamu (Fedajan-e Eslam) Nawwaba Safawiego.
W kolejnych latach nadal działał w opozycji przeciwko rządom szacha Mohammada Rezy Pahlawiego. W 1961 wspólnie z Mehdim Bazarganem utworzył Ruch Wolności Iranu. Jego celem było przekształcenie Iranu w demokratyczne, liberalne państwo, kierujące się równocześnie w polityce wewnętrznej zasadami islamu. Ruch głosił poglądy mniej radykalne, niż np. grupa skupiona wokół Alego Szari'atiego, odżegnywał się również od antyklerykalizmu obecnego wśród dawnych współpracowników Mohammada Mosaddegha. Odegrał pierwszoplanową rolę w organizacji masowych protestów na przełomie lat 1963 i 1964. Taleghani został aresztowany w 1963. Po odzyskaniu wolności kontynuował działalność polityczną, przez co na początku kolejnej dekady został uwięziony ponownie, a następnie zesłany do południowego Iranu. Był szczególnie popularny wśród irańskich liberałów i postępowych intelektualistów. W 1977 został aresztowany po raz kolejny za popieranie Ludowych Modżahedinów.

### Udział w rewolucji islamskiej

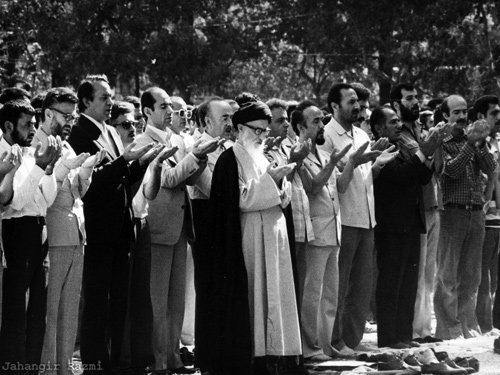
Taleghani prowadzi modlitwę piątkową w Teheranie po zwycięstwie rewolucji islamskiej

Był jednym z ponad tysiąca więźniów politycznych zwolnionych przez szacha Mohammada Rezę Pahlawiego po masowych protestach jesienią 1978, czego domagali się protestujący. Po zwolnieniu, w grudniu 1978, osobiście prowadził część masowych manifestacji w Teheranie i zorganizował masowy strajk. 19 stycznia 1979 po zakończeniu manifestacji, w której brało udział milion ludzi, wygłosił oświadczenie o celach rewolucji islamskiej: oznajmił, że rządy szacha zostały obalone, każdy utworzony przez szacha rząd będzie nielegalny, na ich miejsce powstać miała republika islamska kierowana przez ajatollaha Ruhollaha Chomejniego stojącego na czele rady rewolucyjnej. Zapowiedział strajki i manifestacje do momentu wprowadzenia w życie wszystkich żądań uczestników rewolucji. 

Mahmud Taleghani i Abol Hassan Bani-Sadr

Po zwycięstwie bez powodzenia prowadził w imieniu rządu rewolucyjnego negocjacje z Kurdami i Turkmenami, którzy zorganizowali w zamieszkiwanych przez siebie regionach powstania antyrządowe. Razem z ajatollahem Mortezą Motahharim (do jego zamordowania w 1979) pośredniczył między Chomejnim a świeckimi intelektualistami, którzy poparli rewolucję. Uzyskał największą liczbę głosów w wyborach do porewolucyjnego Zgromadzenia Ludowego. W dyskusji nad nową konstytucją irańską krytykował koncepcję utworzenia państwa rządzonego przez duchowieństwo, ostrzegając przed konsekwencjami nowego "despotyzmu w imię religii". Twierdził, że projektowana ustawa zasadnicza była gorsza, niż konstytucja z 1906. Sprzeciwiał się przedstawionej przez Chomejniego koncepcji rządów uczonego prawnika, twierdząc, że władzę powinien sprawować świecki rząd (lub kilkuosobowa rada uczonych prawników), a uczony prawnik muzułmański mógłby obejmować ją jedynie w momentach kryzysowych. Należał do najpopularniejszych w społeczeństwie przywódców rewolucyjnych, szacunek dla niego był porównywalny z tym, którym cieszył się Ruhollah Chomejni. 
Zmarł nieoczekiwanie we wrześniu 1979 na atak serca. Jego śmierć pociągnęła za sobą spadek znaczenia liberalnych polityków i przyczyniła się do objęcia całej władzy w Iranie przez zwolenników poglądów Chomejniego. 
Jego córka Azam Taleghani była działaczką polityczną, deputowaną do irańskiego Zgromadzenia Ludowego. Imieniem Taleghaniego nazwano aleję w Teheranie. Ruch Modżahedinów Ludowych uważa Taleghaniego za wzór do naśladowania i inspirację dla ideologii i programu politycznego ugrupowania.

## Dorobek teoretyczny
Mahmud Taleghani jest autorem komentarzy do Koranu i do zbioru kazań, powiedzeń i listów Alego. W 1955 wydał również traktat polityczny ajatollaha Najniego z 1909, opatrując go własnym wstępem i wyjaśnieniami. Rozwijając argumenty Najniego przedstawiał w nich swoją wizję sprawiedliwych rządów. Wskazywał, że ludzie winni być w pełni posłuszni jedynie sprawiedliwemu i mądremu Bogu, mogą być rządzeni przez Boga, jego prawo, a także przez osoby, które się tym prawem kierują: imamów, proroków, ludzi sprawiedliwych. Monarchię nieopartą na prawie boskim uważał za bałwochwalstwo. Twierdził, że demokratyczna forma rządów i rewolucje, jeśli sprzeciwiają się takiemu despotyzmowi i dążą do urzeczywistniania prawa boskiego, są dopuszczalne i godne poparcia. Dowodził, że socjalizm jest możliwy do pogodzenia z religią, a dyktatorski ustrój państwa nie jest zgodny z szyizmem. Starał się opracować kompletną wizję ustroju gospodarczego zgodnego z nakazami islamu szyickiego. W pracy Islam a własność w porównaniu z zachodnimi systemami gospodarczymi opisywał ewolucję systemu własności na przestrzeni wieków, krytykował marksizm za uproszczone przyjmowanie, że problemy społeczne rozwiąże nadanie specjalnych przywilejów robotnikom oraz za ateizm. Twierdził, że idealnych wskazań co do systemu społecznego i gospodarczego należy szukać w islamie, który uczy doskonałego odróżniania dobra od zła, zobowiązuje do postępowania sprawiedliwego niezależnie od uwarunkowań klasowych. Nakazywał uznanie Boga za właściciela wszystkich ziemskich dóbr. Chwalił rozwój handlu, równocześnie argumentując, że zgodne z nauką islamu jest socjalistyczne hasło: od każdego wedle umiejętności, dla każdego według potrzeb. Opowiadał się za swobodą działalności gospodarczej z pewnymi ograniczeniami, na straży których stać ma państwo.